# Caroline Nevill
Lady Caroline Nevill, född 1829, död 1887, var en engelsk amatörfotograf. 
Hon och hennes systrar Augusta Mostyn och Isabel Nevill deltog 1854 i utställningar på Royal Photographic Society under namnet "The Trio". Hon var medgrundare av Photographic Exchange Club 1855 och deltog i ett flertal fotografiska utställningar. 